# Morro Colorado
Morro Colorado är en kulle i Antarktis. Den ligger i Västantarktis. Argentina, Chile och Storbritannien gör anspråk på området. Toppen på Morro Colorado är 206 meter över havet.
Terrängen runt Morro Colorado är kuperad åt sydväst, men åt nordost är den platt. Havet är nära Morro Colorado åt nordost. Trakten är glest befolkad. Närmaste befolkade plats är Esperanza Base, 9,3 kilometer norr om Morro Colorado. 